# Capitaine Marleau
Pour les articles homonymes, voir Marleau.
Capitaine Marleau est le nom d'une série télévisée française et de son héroïne, créée par Elsa Marpeau et diffusée depuis le 15 septembre 2015 sur France 3, puis sur France 2 depuis 2021. Les épisodes sont réalisés par Josée Dayan.
Il s'agit de la série dérivée du téléfilm en deux parties Entre vents et marées, réalisé par Josée Dayan et diffusé sur France 3 en décembre 2014, dans lequel apparaît le personnage, l'excentrique capitaine de gendarmerie Marleau — incarnée par l'actrice Corinne Masiero —, peu diplomate et adepte de l'humour noir, qui ne se sépare jamais de sa chapka, qui a un certain penchant pour la bière et qui joue sur ses propres mots comme sur ceux de ses interlocuteurs. Dans ces épisodes-pilotes, la capitaine Marleau est capitaine de police et non de gendarmerie.
Elle est rediffusée depuis le 6 septembre 2023 sur Paris Première.
En Belgique, elle est diffusée depuis le 5 septembre 2015 sur La Une. En Suisse, elle est diffusée depuis le 10 septembre 2015 sur RTS Deux. Au Canada, elle est également diffusée sur le service ICI TOU.TV de Radio-Canada.

## Synopsis
Sous des manières caricaturales et des airs sarcastiques, Marleau fait preuve de redoutables capacités de déduction qui lui permettent de résoudre de multiples énigmes dans le cadre des enquêtes qui lui sont confiées. Elle guette ses proies, les piste et les surprend à l’improviste : ses traques s'organisent, dans chaque épisode, autour d'une personne suspecte.

## Distribution
La distribution a fait appel à de très nombreuses personnalités connues, des mondes du sport, du cinéma  et d’autres arts, souvent présentes dans un seul épisode.

### Principale
- Corinne Masiero : la capitaine Marleau

### Personnages récurrents
- Aymeric Demarigny : le brigadier Brière
- Jean-Claude Drouot : Léopold Salaün, médecin légiste
- Marius Colucci :  Oscar Langevin, médecin légiste

## La capitaine Marleau
Le personnage de la capitaine Marleau s'inscrit dans la mouvance d'une diversification des représentations féminines de la figure de l'enquêteur. Marleau est très féministe, haïssant plus que tout les machistes, sexistes, maris violents et délinquants sexuels en tous genres.
Le personnage de la capitaine Marleau comporte de fortes similitudes avec le lieutenant Columbo, d'ailleurs cité plusieurs fois :
- elle a une personnalité assez excentrique pour un membre des forces de l'ordre ;
- elle amène les suspects à se dévoiler progressivement, en dialoguant avec eux;
- elle porte toujours les mêmes vêtements (parka verte, chemise à carreaux, chapka) ;
- elle conduit un vieux modèle de voiture (une Range Rover Classic de 1988) ;
- son prénom n'est jamais cité dans la série.

Les créateurs de la série ont également choisi de donner à leur héroïne le nom de Marleau en référence au célèbre détective privé Philip Marlowe créé par Raymond Chandler.
Selon le magazine TéléStar, Marleau se prénommerait Sylvie, mais selon Corinne Masiero, ce serait un « sujet sensible » pour la réalisatrice Josée Dayan qui refuserait catégoriquement d'en parler.
Dans l'épisode 5 de la saison 2, Double jeu, le capitaine Marleau découvre qu'elle avait une sœur jumelle prénommée Bénédicte. Elles furent abandonnées ensemble dans un couffin posé dans une barque amarrée à un petit port de pêche. Elles ont ensuite été séparées par les Services Sociaux, Bénédicte a été envoyée dans l'Ouest et la future capitaine Marleau dans le Nord.
Changement notable entre les téléfilms et la série, la capitaine Marleau passe de la police à la gendarmerie. Elle devient capitaine de la Section de Recherches itinérante. Elles est souvent affectée dans des brigades où il n'y a pas d'enquêteur.

## Production

### Développement
En décembre 2014, le téléfilm en deux parties Entre vents et marées, réalisé par Josée Dayan, est diffusé sur France 3 : il connaît un succès auprès des téléspectateurs,.

### Fiche technique
Sauf indication contraire, les informations mentionnées dans cette section peuvent être confirmées par la base de données cinématographiques IMDb,  présente dans la section « Liens externes ».
- Titre original : Capitaine Marleau
- Création : Elsa Marpeau
- Casting : Nicolas Ronchi
- Réalisation : Josée Dayan
- Direction d'écriture : Sonia Moyersoen, et depuis 2017 Marc Eisenchteter
- Scénario : Elsa Marpeau, Marc Eisenchteter, Stéphan Guérin-Tillié...
- Musique : Catherine Lara, Cyrille Lehn
- Décors : Séverine Baehrel et Philippe Lévêque
- Costumes : Cyril Fontaine
- Photographie : Stefan Ivanov
- Montage : Yves Langlois
- Montage Assistant : Florence Leconte
- Production : Josée Dayan et Gaspard de Chavagnac
- Production associée : François Bennaceur, Anne Leduc et Rosanne Van Haesebrouck
- Société de production : Passionfilms
- Sociétés de distribution : France 3 Télévisions ; France 2 Télévisions
- Pays de production :  France
- Langue originale : français
- Format : couleur
- Genre : comédie policière, énigme
- Durée : 90 minutes (en moyenne)
- Dates de première diffusion :
  - Belgique : 5 septembre 2015 sur La Une
  - Suisse : le 10 septembre 2015 sur RTS Deux
  - France : 15 septembre 2015 sur France 3
  - Canada : 29 janvier 2019 sur tou.tv[7]
- Public : tous publics

## Épisodes

### Première saison (2015-2016)
1. Philippe Muir (avec Gérard Depardieu et Hélène Vincent)
2. Le Domaine des sœurs Meyer (avec Sagamore Stévenin, Bulle Ogier et Jean-Pierre Marielle)
3. Les Mystères de la foi (avec Victoria Abril et Irène Jacob)
4. Brouillard en thalasso (avec Muriel Robin et Bruno Todeschini)
5. En trompe-l'œil (avec Pierre Arditi et Aure Atika)
6. La Nuit de la lune rousse (avec Sandrine Bonnaire et Manuel Blanc)
7. À ciel ouvert (avec Géraldine Pailhas et Charles Berling)

### Deuxième saison (2017-2018)
1. Chambre avec vue (avec Yolande Moreau et Rod Paradot)
2. La Mémoire enfouie (avec Niels Arestrup et Florence Thomassin)
3. Sang et lumière (avec David Suchet et Jérôme Kircher)
4. Le Jeune homme et la mort (avec Jean-Hugues Anglade et Évelyne Bouix)
5. Double jeu (avec Pierre-François Martin-Laval et Grégoire Leprince-Ringuet)
6. Les Roseaux noirs (avec Nicole Garcia et Hippolyte Girardot)
7. Ne plus mourir, jamais (avec Isabelle Adjani et Thibault de Montalembert)

### Troisième saison (2019-2020)
1. Une voix dans la nuit (avec Benjamin Biolay et Jeanne Balibar)
2. Grand Huit (avec JoeyStarr et Marina Hands)
3. Quelques maux d'amour (avec Kad Merad et India Hair)
4. Pace e salute (avec Mélanie Doutey et Philippe Duquesne)
5. Veuves mais pas trop (avec Édouard Baer et Anne Brochet)
6. L'Arbre aux esclaves (avec Virginie Ledoyen et Jacques Spiesser)
7. La Reine des glaces (avec Christophe Lambert et Sylvie Testud)
8. Au nom du fils (avec Olivier Gourmet et Anouk Grinberg)

### Quatrième saison (2021-2025)
1. La Cité des âmes en peine (avec Arnaud Ducret et Béatrice Dalle)
2. Deux vies (avec Mylène Demongeot et Gustave Kervern)
3. Claire obscure (avec Pascale Arbillot et Bénabar)
4. L'Homme qui brûle (avec Élie Semoun et Gérard Darmon)
5. Morte saison (avec Laura Smet et Christophe Dechavanne)
6. Le Prix à payer (avec Catherine Frot et Jean-François Balmer)
7. La Der des der (avec Yvan Attal et Amira Casar)
8. Follie's (avec Catherine Ringer et Samuel Mercer)
9. Héros malgré lui (avec Éric Elmosnino et Déborah François)
10. Grand Hôtel (avec Patrick Timsit et Lucien Jean-Baptiste)
11. À contre-courant (avec David Hallyday et Romane Bohringer)
12. L'ami français (avec Christopher Bayemi et Éric Caravaca)
13. Le Secret d'Alba (avec Catherine Hiegel et Philippe Bas)
14. La Septième Danse (avec Émilie Dequenne et Grégoire Bonnet)
15. L'Amiral (avec Jacques Bonnaffé et Cristiana Reali)
16. Compagnon (avec Thierry Frémont et Helena Noguerra)

## Accueil

### Audiences en France
En 2015 et 2016, Capitaine Marleau ne parvient pas à se classer dans le top 20 des audiences de l'année,. En 2017, la série parvient à entrer dans ce classement et même à se classer en tête, signant l'une des meilleures audiences de la chaîne depuis plus de dix ans. La série a alors occupé cette première place en 2018, 2019 et 2020 mais a terminé troisième en 2021 derrière HPI et La Promesse, ce fut la première fois depuis 2017 que France 3 n’était pas premier au classement[précision nécessaire].
Les épisodes du tableau ci-dessous sont présentés dans l'ordre de diffusion sur France 3, puis sur France 2.
| no | Saison | Épisode saison | Titre                       | Date de diffusion France | Téléspectateurs | Part d'audience | Rang | Réf.   | Acteurs principaux           | Acteurs principaux        | Lieux de tournage                                | Lieux de tournage      | Lieux de tournage                 | Lieux de tournage           |
| no | Saison | Épisode saison | Titre                       | Date de diffusion France | Téléspectateurs | Part d'audience | Rang | Réf.   | Acteur 1                     | Acteur 2                  | Commune 1                                        | Dép 1                  | Commune 2                         | Dép 2                       |
| -- | ------ | -------------- | --------------------------- | ------------------------ | --------------- | --------------- | ---- | ------ | ---------------------------- | ------------------------- | ------------------------------------------------ | ---------------------- | --------------------------------- | --------------------------- |
| –  | 0      | 1              | Entre vents et marées (1/2) | 20 décembre 2014         | 3 430 000       | 14,4 %          | 2e   | [ 20 ] | Nicole Garcia                | Muriel Robin              | Le Guilvinec                                     | Finistère              | Penmarc'h                         | Finistère                   |
| –  | 0      | 2              | Entre vents et marées (2/2) | 21 décembre 2014         | 3 620 000       | 13 %            | 3e   | [ 21 ] | Nicole Garcia                | Muriel Robin              | NC                                               | Bretagne               |                                   |                             |
| 1  | 1      | 1              | Philippe Muir               | 15 septembre 2015        | 3 730 000       | 15,3 %          | 3e   | [ 22 ] | Gérard Depardieu             | Hélène Vincent            | Perpignan                                        | Pyrénées-Orientales    |                                   |                             |
| 2  | 1      | 2              | Le domaine des sœurs Meyer  | 10 mai 2016              | 4 430 000       | 18,4 %          | 2e   | [ 23 ] | Sagamore Stévenin            | Bulle Ogier               | Schiltigheim                                     | Bas-Rhin               |                                   |                             |
| 3  | 1      | 3              | Les mystères de la foi      | 6 septembre 2016         | 4 240 000       | 17,8 %          | 2e   | [ 24 ] | Victoria Abril               | Irène Jacob               | Saverne                                          | Bas-Rhin               |                                   |                             |
| 4  | 1      | 4              | Brouillard en thalasso      | 13 septembre 2016        | 4 610 000       | 20 %            | 2e   | [ 25 ] | Muriel Robin                 | Bruno Todeschini          | Ribeauvillé                                      | Haut-Rhin              |                                   |                             |
| 5  | 1      | 5              | En trompe-l'œil             | 21 mars 2017             | 6 200 000       | 26,1 %          | 1er  | [ 26 ] | Pierre Arditi                | Aure Atika                | Tournan                                          | Seine-et-Marne         |                                   |                             |
| 6  | 1      | 6              | La nuit de la lune rousse   | 28 mars 2017             | 6 300 000       | 25 %            | 1er  | [ 27 ] | Sandrine Bonnaire            | Manuel Blanc              | Strasbourg                                       | Bas-Rhin               | Rhodes                            | Moselle                     |
| 7  | 1      | 7              | À ciel ouvert               | 4 avril 2017             | 5 790 000       | 22,2 %          | 1er  | [ 28 ] | Géraldine Pailhas            | Charles Berling           | NC                                               | NC                     |                                   |                             |
| 8  | 2      | 1              | Chambre avec vue            | 3 octobre 2017           | 6 840 000       | 29 %            | 1er  | [ 29 ] | Yolande Moreau               | Patrick Bouchitey         | Berck                                            | Pas-de-Calais          | Le Crotoy                         | Somme                       |
| 9  | 2      | 2              | La mémoire enfouie          | 10 octobre 2017          | 5 840 000       | 22,8 %          | 2e   | [ 30 ] | Niels Arestrup               | Florence Thomassin        | NC                                               | Limousin               |                                   |                             |
| 10 | 2      | 3              | Sang et lumière             | 17 avril 2018            | 7 240 000       | 30,4 %          | 1er  | [ 31 ] | David Suchet                 | Jérôme Kircher            | NC                                               | Dordogne               |                                   |                             |
| 11 | 2      | 4              | Le jeune homme et la mort   | 24 avril 2018            | 6 540 000       | 27,7 %          | 1er  | [ 32 ] | Jean-Hugues Anglade          | Évelyne Bouix             | Bordeaux                                         | Gironde                |                                   |                             |
| 12 | 2      | 5              | Double jeu                  | 23 octobre 2018          | 6 610 000       | 28,3 %          | 1er  | [ 33 ] | Pierre-François Martin-Laval | Grégoire Leprince-Ringuet | Île de Ré                                        | Charente-Maritime      |                                   |                             |
| 13 | 2      | 6              | Les roseaux noirs           | 30 octobre 2018          | 6 410 000       | 26,1 %          | 1er  | [ 34 ] | Nicole Garcia                | Hippolyte Girardot        | Mulhouse                                         | Haut-Rhin              |                                   |                             |
| 14 | 2      | 7              | Ne plus mourir, jamais      | 2 avril 2019             | 6 910 000       | 29,7 %          | 1er  | [ 35 ] | Isabelle Adjani              | Thibault de Montalembert  | Angoulême                                        | Charente               |                                   |                             |
| 15 | 3      | 1              | Une voix dans la nuit       | 9 avril 2019             | 7 700 000       | 32,8 %          | 1er  | [ 36 ] | Jeanne Balibar               | Benjamin Biolay           | Boulogne                                         | Pas-de-Calais          | Le Portel                         | Pas-de-Calais               |
| 16 | 3      | 2              | Grand huit                  | 22 octobre 2019          | 6 970 000       | 28,7 %          | 1er  | [ 37 ] | JoeyStarr                    | Marina Hands              | Agen                                             | Lot-et-Garonne         |                                   |                             |
| 17 | 3      | 3              | Quelques maux d'amour       | 29 octobre 2019          | 6 710 000       | 29 %            | 1er  | [ 38 ] | Kad Merad                    | Nathalie Boutefeu         | NC                                               | Creuse                 |                                   |                             |
| 18 | 3      | 4              | Pace e salute, Marleau !    | 18 février 2020          | 6 960 000       | 31,4 %          | 1er  | [ 39 ] | Mélanie Doutey               | Catherine Rouvel          | NC                                               | Haute-Corse            |                                   |                             |
| 19 | 3      | 5              | Veuves... mais pas trop     | 25 février 2020          | 6 950 000       | 29,8 %          | 1er  | [ 40 ] | Édouard Baer                 | Anne Brochet              | Dunkerque                                        | Nord                   | Cassel                            | Nord                        |
| 20 | 3      | 7              | La reine des glaces         | 13 octobre 2020          | 7 509 000       | 31,4 %          | 1er  | [ 41 ] | Sylvie Testud                | Christophe Lambert        | Gérardmer                                        | Vosges                 |                                   |                             |
| 21 | 3      | 6              | L'arbre aux esclaves        | 27 octobre 2020          | 6 740 000       | 26,5 %          | 1er  | [ 42 ] | Virginie Ledoyen             | Florence Darel            | Saint-François                                   | Guadeloupe             |                                   |                             |
| 22 | 3      | 8              | Au nom du fils              | 2 avril 2021             | 6 570 000       | 26,3 %          | 1er  | [ 43 ] | Olivier Gourmet              | Anouk Grinberg            | NC                                               | Ardèche                |                                   |                             |
| 23 | 4      | 1              | La cité des âmes en peine   | 9 avril 2021             | 6 290 000       | 25,2 %          | 1er  | [ 44 ] | Arnaud Ducret                | Béatrice Dalle            | Royan                                            | Charente-Maritime      |                                   |                             |
| 24 | 4      | 2              | Deux vies                   | 22 octobre 2021          | 6 290 000       | 31,4 %          | 1er  | [ 45 ] | Gustave Kervern              | Mylène Demongeot          | Brive-la-Gaillarde                               | Corrèze                |                                   |                             |
| 25 | 4      | 3              | Claire obscure              | 29 octobre 2021          | 6 200 000       | 31 %            | 1er  | [ 46 ] | Bénabar                      | Pascale Arbillot          | Blois                                            | Loir-et-Cher           |                                   |                             |
| 26 | 4      | 4              | L'homme qui brûle           | 1er avril 2022           | 6 360 000       | 30,5 %          | 1er  | [ 47 ] | Gérard Darmon                | Élie Semoun               | NC                                               | Île-de-France          |                                   |                             |
| 27 | 4      | 5              | Morte saison                | 8 avril 2022             | 6 260 000       | 30,2 %          | 1er  | [ 48 ] | Laura Smet                   | Christophe Dechavanne     | Saint-Jean-de-Luz                                | Pyrénées-Atlantiques   | Biarritz                          | Pyrénées-Atlantiques        |
| 28 | 4      | 6              | Le prix à payer             | 16 décembre 2022         | 6 140 000       | 31,5 %          | 1er  | [ 49 ] | Catherine Frot               | Jean-François Balmer      | Rancon                                           | Haute-Vienne           | Limoges                           | Haute-Vienne                |
| 29 | 4      | 7              | La der des der              | 17 mars 2023             | 5 630 000       | 29,2 %          | 1er  | [ 50 ] | Yvan Attal                   | Amira Casar               |                                                  | Essonne Hauts-de-Seine |                                   | Val-d'Oise                  |
| 30 | 4      | 8              | Follie's                    | 1er septembre 2023       | 4 460 000       | 25,3 %          | 1er  | [ 51 ] | Catherine Ringer             | Samuel Mercer             | Paris                                            | NC                     | NC                                |                             |
| 31 | 4      | 9              | Héros malgré lui            | 5 avril 2024             | 4 810 000       | 26,3 %          | 1er  | [ 52 ] | Éric Elmosnino               | Déborah François          | Bruyères, Moussey Senones, Vexaincourt Gérardmer | Vosges                 | Pierre-Percée Barr, Le Hohwald    | Meurthe-et-Moselle Bas-Rhin |
| 32 | 4      | 10             | Grand hôtel                 | 12 avril 2024            | 4 620 000       | 25,9 %          | 1er  | [ 53 ] | Patrick Timsit               | Lucien Jean-Baptiste      | Gouvieux                                         | Hauts-de-France        |                                   |                             |
| 33 | 4      | 11             | À contre-courant            | 11 octobre 2024          | 5 110 000       | 28,8 %          | 1er  | [ 54 ] | Romane Bohringer             | David Hallyday            | Lézardrieux Plouguiel                            | Côtes-d'Armor          | Tréguier Minihy-Tréguier Penvénan | Côtes-d'Armor               |
| 34 | 4      | 14             | La septième danse           | 9 mai 2025               | 4 927 000       | 27,9 %          | 1er  | [ 55 ] | Émilie Dequenne              | Grégoire Bonnet           | Villepreux                                       | Yvelines               |                                   |                             |
| 35 | 4      | 12             | L'ami français              | 16 mai 2025              | 4 101 000       | 24,4 %          | 1er  | [ 56 ] | Éric Caravaca                | Christopher Bayemi        | Vallée de Chevreuse                              | Yvelines Essonne       |                                   |                             |
| 36 |        | 13             | Le secret d'Alba            |                          |                 |                 |      |        | Catherine Hiegel             | Philippe Bas              | Montpellier                                      | Hérault Occitanie      |                                   |                             |

Légende :
- Plus hauts chiffres d'audiences
- Plus bas chiffres d'audiences

### Récapitulatif
| Saison | Nombre d'épisodes | Audiences (en millions) | Audiences (en millions) | Audiences (en millions) | Audiences (en millions) | Audiences (en millions) |
| Saison | Nombre d'épisodes | Première                | Finale                  | Moyenne                 | Minimum                 | Maximum                 |
| ------ | ----------------- | ----------------------- | ----------------------- | ----------------------- | ----------------------- | ----------------------- |
| 0      | 2                 | 3,43                    | 3,62                    | 3,53                    | 3,43                    | 3,62                    |
| 1      | 7                 | 3,73                    | 5,79                    | 5,04                    | 3,73                    | 6,30                    |
| 2      | 7                 | 6,84                    | 6,90                    | 6,63                    | 5,84                    | 7,24                    |
| 3      | 8                 | 7,70                    | 6,60                    | 7,02                    | 6,60                    | 7,70                    |
| 4      | 12                | 6,29                    |                         |                         |                         |                         |

- Les plus hauts chiffres d'audience
- Les plus bas chiffres d'audience

### Graphique
- Lancement
- Moyenne
- Finale
- Minimum
- Maximum

## Produits dérivés

### DVD
Éditeur : LCJ Editions
- La saison 1 sort le 22 novembre 2017 : (ASIN B07543K2C3)
- La saison 2 sort le 7 novembre 2018 : (ASIN B07G1YC4Q8)
- La saison 3 sort le 2 octobre 2019 : (ASIN B07QLB6YXW)

## Distinctions
- 2017 : prix de la meilleure série de l'année Télé Star et Télé Poche, au Festival de la fiction TV de La Rochelle[57]
- 2018 : prix de la meilleure série de ces dernières années – Prix Télépoche/Téléstar, au Festival de la fiction TV de La Rochelle[58]
- Festival Polar de Cognac 2019 : meilleure série francophone, section comédie[59]
- Festival Polar de Cognac 2020 : meilleure série francophone, section comédie[60]